# فرانكلين د. ريتشاردز (محامي)
فرانكلين د. ريتشاردز (بالإنجليزية: Franklin D. Richards)‏ هو محامي أمريكي، ولد في 17 نوفمبر 1900، وتوفي في 13 نوفمبر 1987.